# Hollandsche Golfbaan Exploitatie Maatschappij
De Hollandsche Golfbaan Exploitatie Maatschappij (HGE) is een Nederlandse onderneming die golfbanen beheert en exploiteert. HGE werd in 2018 opgericht en opereert onder de naam de Hollandsche Golfclub. Het bedrijf stelt zich ten doel om golfbanen financieel gezond en toegankelijk te houden, en doet dit naar eigen zeggen door middel van "efficiënte exploitatie, duurzaam onderhoud en innovatieve speelconcepten".

## Geschiedenis

### Golfbanen
HGE werd in 2018 opgericht door de ondernemer Hans Schaap. Schaap was al eigenaar van de Hollandsche Greenkeeping Maatschappij (HGM), een bedrijf in golfbaanonderhoud dat onder andere de banen van BurgGolf onderhield. Door de financiële uitdagingen in de golfbranche zag hij de noodzaak en mogelijkheden om naast onderhoud ook de exploitatie van golfbanen over te nemen.
Om de operationele leiding van HGE te ondersteunen, haalde Schaap in 2018 Joris Slooten aan boord als operationeel directeur. Slooten had ruim 22 jaar ervaring in golfbaanexploitatie, onder andere als directeur van de toenmalige golfbaan De Rottebergen in Bergschenhoek en als medewerker van de Koninklijke Nederlandse Golf Federatie (NGF), waar hij verantwoordelijk was geweest voor duurzaam beheer van golfbanen en NGF Zakelijk.
In september 2024 nam HGE de zes golfparken van BurgGolf over, waarmee het in één klap de grootste exploitant van golfbanen in Nederland werd. In 2024 werd er door HGE tevens een begin gemaakt met de aanleg van Golfpark Rotterdam.

### Werkwijze
HGE hanteert een centraal exploitatiemodel, waarbij alle golfbanen onderdeel uitmaken van de Hollandsche Golfclub. Leden van de Hollandsche Golfclub kunnen niet onbeperkt op een zelfgekozen baan spelen, maar sluiten een speelkrediet af, dat op alle aangesloten banen besteed kan worden. Dit model zou geïnspireerd zijn op een principe van collectief beheer, zoals dat in 1968 door de Amerikaanse ecoloog Garrett Hardin beschreven werd in zijn essay Tragedie van de meent.

## Media-aandacht
In mei 2025 werd in The Guardian uitgebreid aandacht besteed aan HGE in het kader van de vernieuwing van de golfsport in Nederland. In het artikel wordt beschreven hoe HGE zich inzet om golf toegankelijker te maken voor een breder publiek, onder andere door het versoepelen van dresscodes en het aanbieden van flexibele lidmaatschappen.

## Golfparken onder beheer van HGE
HGE beheert de volgende golfparken:
| Golfpark                    | Plaats           | Provincie     | Aantal holes (grote baan) | Shortgolf/Par-3 baan            | In beheer sinds          |
| --------------------------- | ---------------- | ------------- | ------------------------- | ------------------------------- | ------------------------ |
| Golfpark Almkreek           | Almkerk          | Noord-Brabant | 18                        | 14 holes Par 3/4, 9 holes Par 3 | 2018                     |
| Golfpark De Breuninkhof     | Voorst           | Gelderland    | 9                         | 9 holes Par 3                   |                          |
| Golfpark De Loonsche Duynen | De Moer          | Noord-Brabant | 18                        | 9 holes Par 3/4                 | 2021                     |
| Golfpark De Kurenpolder     | Hank             | Noord-Brabant | 9                         | 9 holes Par 3                   | 2023                     |
| ShortGolf Utrecht           | Nieuwegein       | Utrecht       | –                         | 9 holes Par 3/4, 9 holes Par 3  |                          |
| Golfpark Westerpark         | Zoetermeer       | Zuid-Holland  | 18                        | 3 oefenholes                    | 2024 (voorheen BurgGolf) |
| Golfpark De Purmer          | Purmerend        | Noord-Holland | 27                        | 9 holes Par 3                   | 2024 (voorheen BurgGolf) |
| Golfpark Gendersteyn        | Veldhoven        | Noord-Brabant | 25                        | –                               | 2024 (voorheen BurgGolf) |
| Golfpark De Haverleij       | ‘s-Hertogenbosch | Noord-Brabant | 18                        | 9 holes Par 3                   | 2024 (voorheen BurgGolf) |
| Golfpark Sint Nyk           | St. Nicolaasga   | Friesland     | 18                        | –                               | 2024 (voorheen BurgGolf) |
| Golfpark De Berendonck      | Wijchen          | Gelderland    | 18                        | 9 holes Par 3                   | 2024 (voorheen BurgGolf) |
| Golfpark Land van Thorn     | Hunsel           | Limburg       | 9                         | 6 oefenholes                    | 2025                     |
| Golfbaan Reymerswael        | Rilland          | Zeeland       | 18                        | 4 oefenholes                    | 2025                     |
| Golfpark Rotterdam          | Rotterdam        | Zuid-Holland  | 18                        | 9 holes Par 3/4                 | 2024                     |